# Остання жінка
«Остання жінка» (фр. La Dernière femme, фр. La Dernière femme) — кінофільм, драма режисера Марко Феррері. Номінація на премію «Сезар».

## Сюжет
Не зжившись з дружиною під одним дахом, інженер Жерар воліє вести вільний спосіб життя. Через кризу на підприємстві його скорочують. У нього залишається маленький син, про якого він віддає перевагу дбати сам, не бажаючи віддавати його феміністично налаштованої дружині. Забираючи дитину з дитсадка, він знайомиться з його нянею Валері, з якою зближується проти своєї волі. Валері поселяється в квартирі Жерара і вони нестримно віддаються любові. В сексуальних розвагах бере участь і дитина. Валері незадоволена тим, що Жерар стурбований тільки собою і задоволенням своїх плотських бажань. У жінки поступово прокидаються материнські інстинкти по відношенню до дитини. Вона стає демонстративно холодна в ліжку і, вказуючи на член свого партнера, говорить: «Без нього ти ніщо». Жерар намагається шукати розради на стороні, що лише погіршує ситуацію. Він б'є до крові Валері, але та залишається холодною до нього. Завзято охороняючи свою незалежність, бунтуючи проти рабського підпорядкування інстинктам, Жерар зважується на відчайдушний вчинок. Він каструє себе за допомогою електричного ножа.

## В ролях
- Жерар Депардьє — Жерар
- Орнелла Муті — Валері
- Мішель Пікколі — Мішель
- Ренато Сальваторі — Рене
- Зузу — Габріель
- Наталі Бей — дівчина з вишнею